# Legio I Armeniaca

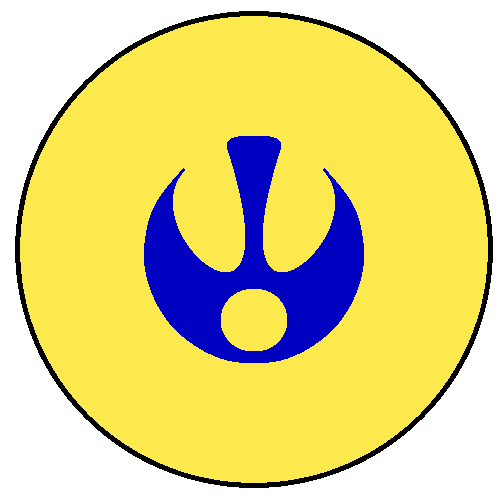
Schildbemalung der Legio I Armeniaca im frühen 5. Jahrhundert

Die Legio I Armeniaca („Erste Armenische Legion“) war eine Legion der römischen Armee, die mit ihrer Schwesterlegion Legio II Armeniaca als legio ripensis ausgehoben wurde und in der Provinz Armenia stationiert war. Die Aushebung erfolgte möglicherweise im 3. Jahrhundert.
Im Jahr 363 nahm die Legion am Perserfeldzug des Kaisers Julian teil.
Im Jahr 382 wurde die Legion in die unruhige römische Provinz Isauria verlegt. Matronianus, der Comes Isauriae, ließ durch sie die Mauern der Stadt Anemurium verstärken.
Im frühen 5. Jahrhundert wird sie in der Notitia Dignitatum als legio pseudocomitatensis unter dem Oberbefehl des magister militum per Orientem genannt. Die Pseudocomitatenses standen in höherem Ansehen als die Grenztruppen.